# Destruction de cimetière al-Baqî’
 (novembre 2019).
Si vous disposez d'ouvrages ou d'articles de référence ou si vous connaissez des sites web de qualité traitant du thème abordé ici, merci de compléter l'article en donnant les références utiles à sa vérifiabilité et en les liant à la section « Notes et références ».

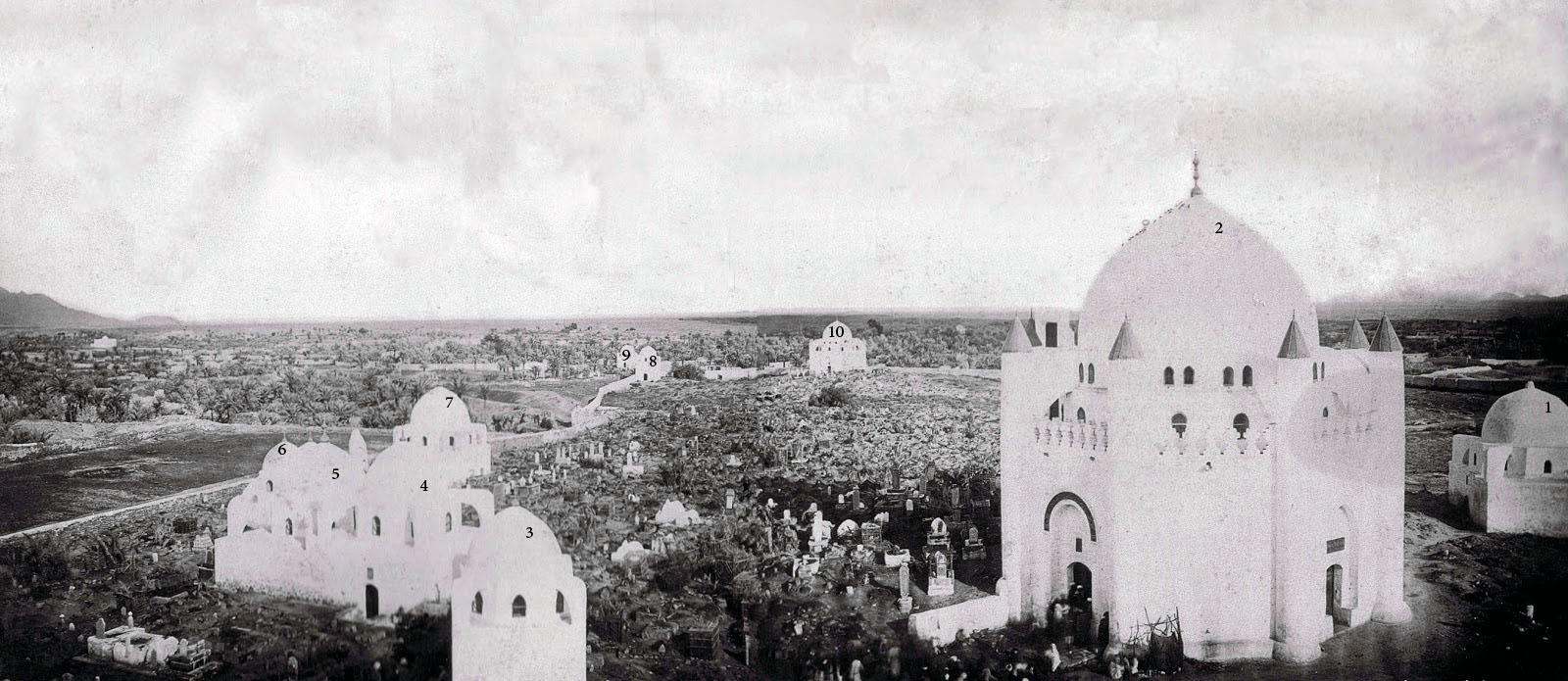
Janat al-Baqî’ avant la destruction

Le cimetière al-Baqî’ ou al-Gharqad est le plus ancien cimetière islamique, situé à Médine à l’angle sud-est de la mosquée du Prophète. Il a été détruit en 1806 et 1925 par les troupes de Al Saoud, à l'instigation de penseurs wahhabites. De nombreux compagnons de Mahomet ainsi que des membres de sa famille sont enterrés dans ce cimetière.  En 1806 (1221 de l’hégire) le cimetière avait été réparé sur l’ordre du sultan ottoman ‘Abdülhamîd II ; mais en 1925 (1344 de l’hégire), il a été détruit encore une fois, par l’émir Mohammad gouverneur de Médine, sur l’ordre de son père, ‘Abd al-‘Azîz Al-Sa’ûd.

## Histoire

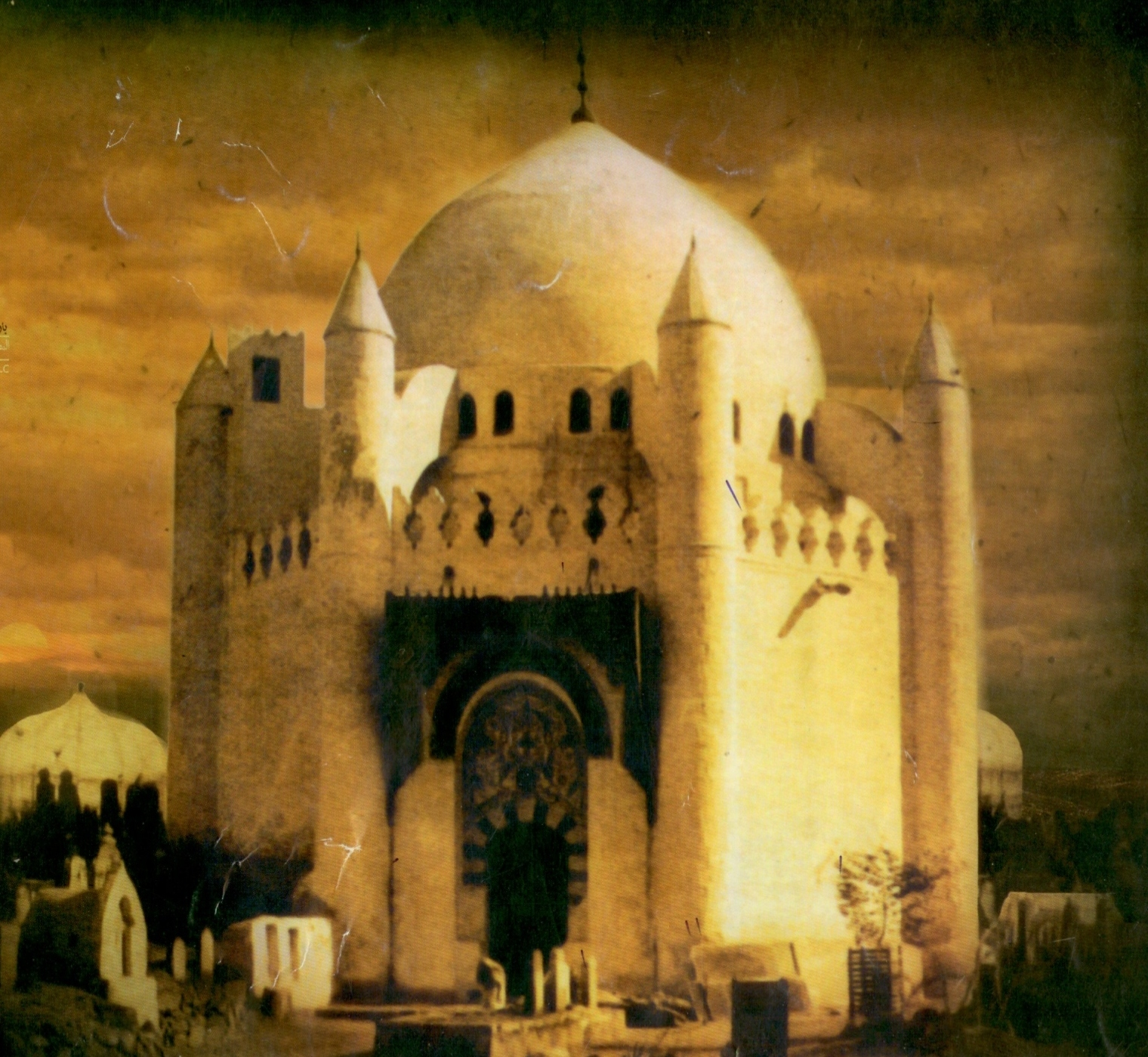
Les tombes de quatre imams chiites et Abbas ibn Abd al-Muttalib

Plusieurs lieux de Médine sont appelées Baqî’; al-Baqî’al-Khabkhaba, il y a le Baqî’ al-Bathân et le Baqî’ al-Khial, le Baqî’ al-Musalla, le Baqî’ al-Khadhamât. Lorsque l’on parle du Baqî’ sans qualificatif particulier, c’est le cimetière actuel de la ville de Médine qui est évoqué, c'est-à-dire al-Baqî’ al-Gharqad. Le cimetière al-Baqî était déjà utilisé comme cimetière avant l'Islam. Jusqu’à l’époque ottomane et au début du règne de la famille des Al Saoud, tous les tombeaux étaient surmontés d'une coupole. De grands mausolées avaient été construits pour recevoir les visiteurs venus rendre un hommage aux défunts. Pensant se conformer à la sunna, le pouvoir en place fit raser toutes les coupoles et tous les mausolées. Il ne subsiste que la coupole verte du Prophète.

## Destruction des mausolées

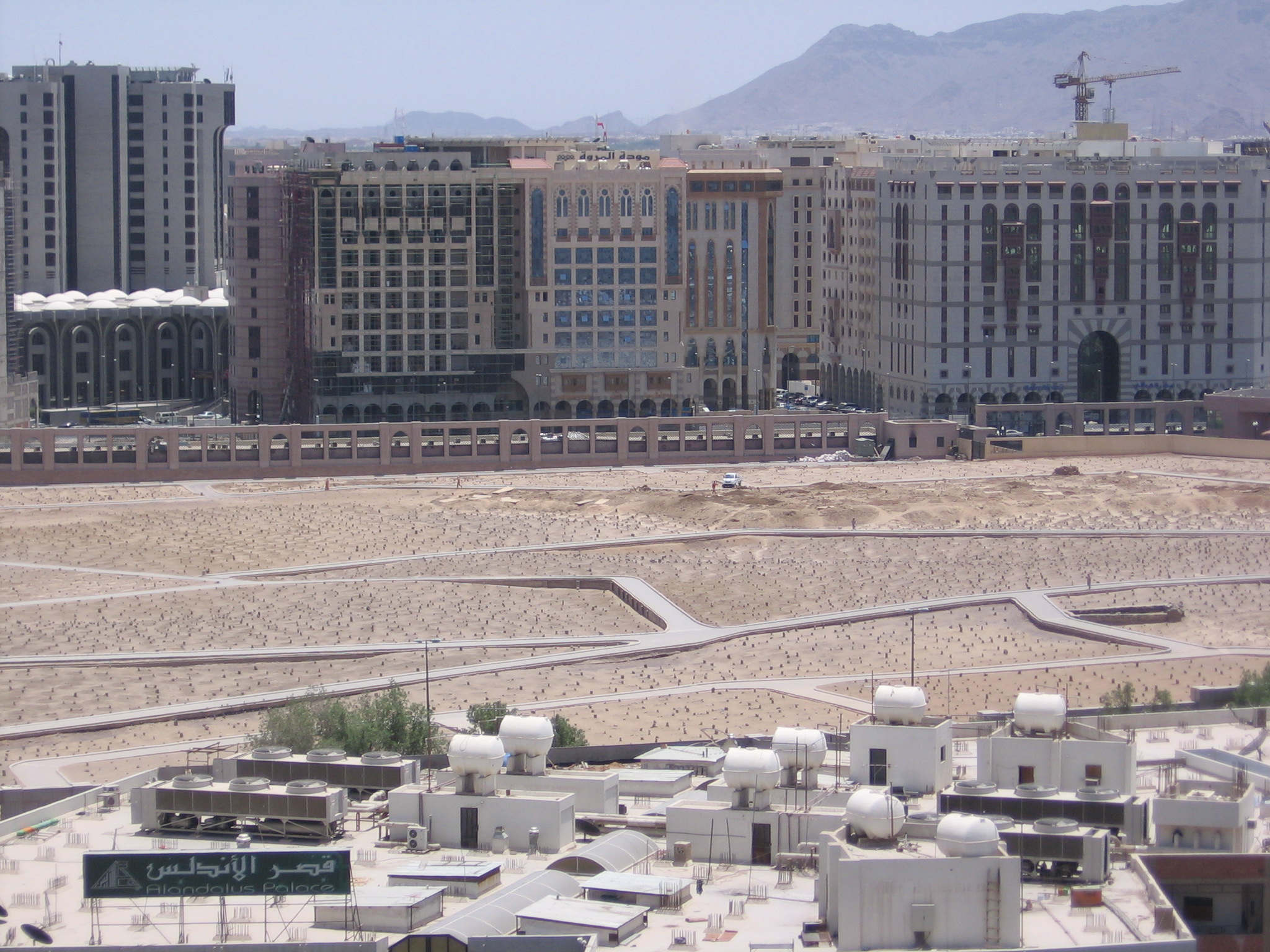

En 1925, les wahhabites ont détruit les tombes d’Ibrahim Ibn Muhammad– fils du Prophète– de ses femmes, la tombe d’Oum al-Banin, mère de Abbas ibn Ali, le dôme d''Abdullah ibn 'Abdil-Mouttalib père du Prophète, d’Ismael fils de Ja'far al-Sâdiq et le mausolée de tous les compagnons et des tabi’in. Les wahhabites ont pillé les monuments funéraires métalliques[Quoi ?], des tombes des Imams chiites, Al-Hassan ibn Ali, Ali Zayn al-Abidin, Muhammad al-Bâqir et Ja'far al-Sâdiq.